# Exocentrus strigosoides
Exocentrus strigosoides là một loài bọ cánh cứng trong họ Cerambycidae.